# Hôtel de Ferrare et quartier Boufflers
L'hôtel de Ferrare et le quartier Boufflers forment un ensemble d'édifices et de vestiges situé à Fontainebleau, en France. Ancienne vaste propriété d'un cardinal, elle devient l'hôtel des gardes du corps du roi puis un quartier militaire, avant d'accueillir, de nos jours, un parc de stationnement. Certaines parties sont inscrites aux monuments historiques depuis 1928 et 1929 ; certaines sont classées depuis 1987.

## Situation et accès
Ce terrain est situé entre la rue de Ferrare et la rue Saint-Honoré, dans le centre-ville de Fontainebleau, le portail donnant sur la place du Général-de-Gaulle. Plus largement, il se trouve dans le département de Seine-et-Marne, en région Île-de-France.

## Histoire
L'hôtel de Ferrare, ou hôtel du Grand Ferrare, est fondé au XVIe siècle et le portail est l'œuvre de l'italien Sebastiano Serlio. Le quartier militaire et son pavillon sont établis au XVIIIe siècle.
Après sa disparition, son portail est « enclavé dans le mur du quartier de cavalerie ». Ce dernier s'étend pas la suite s'étend en intégrant les écuries de Madame la Dauphine situées au niveau de la rue de Ferrare.
En 1887, le quartier Saint-Honoré (ou de Saint-Honoré) adopte un nom Boulanger et devient le quartier Boufflers, en référence au militaire Louis François de Boufflers mort à Fontainebleau, nom conservé jusqu'à nos jours.

Vues aériennes des bâtiments du quartier Boufflers
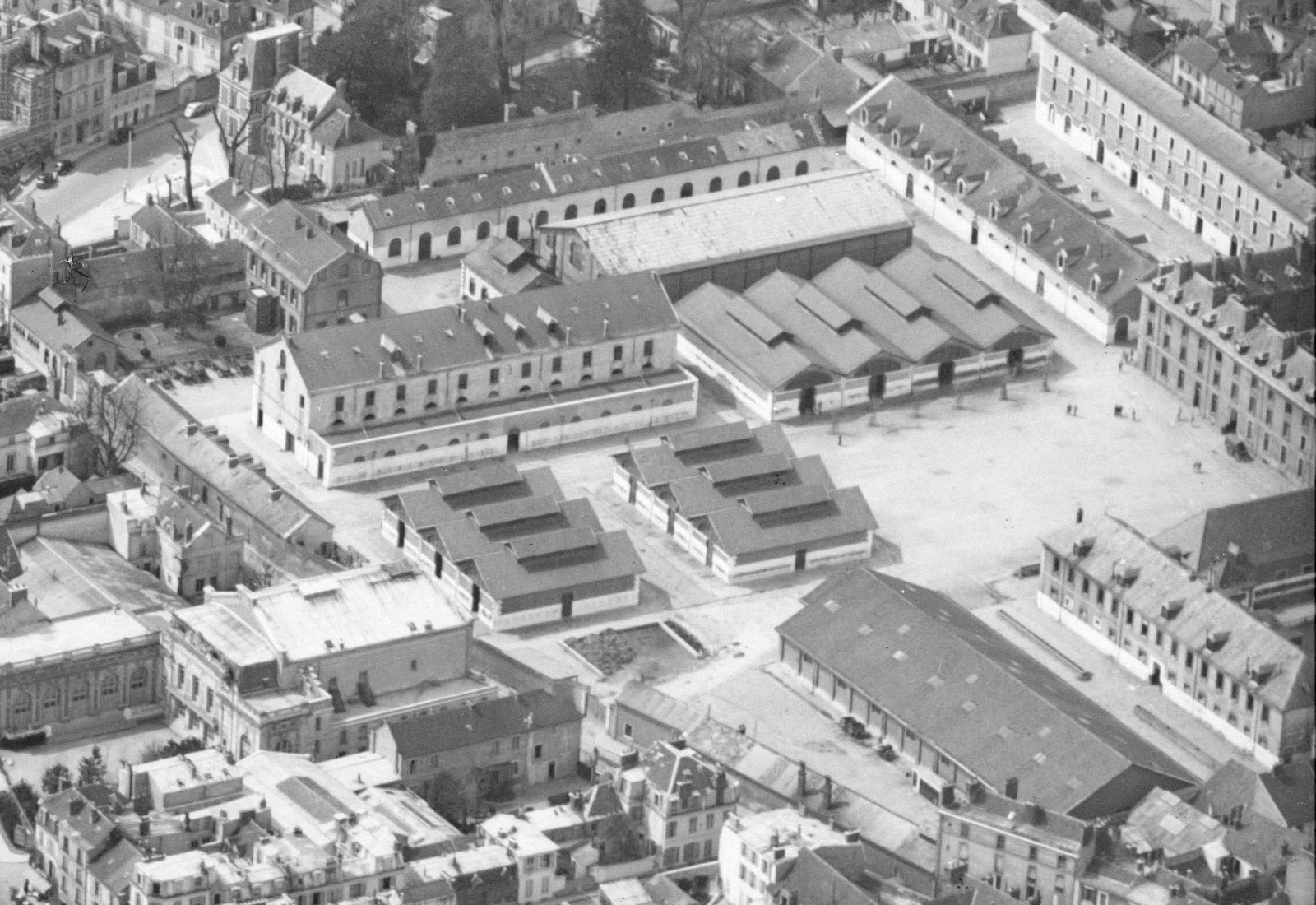
Vue depuis le nord-est, en avril 1935.
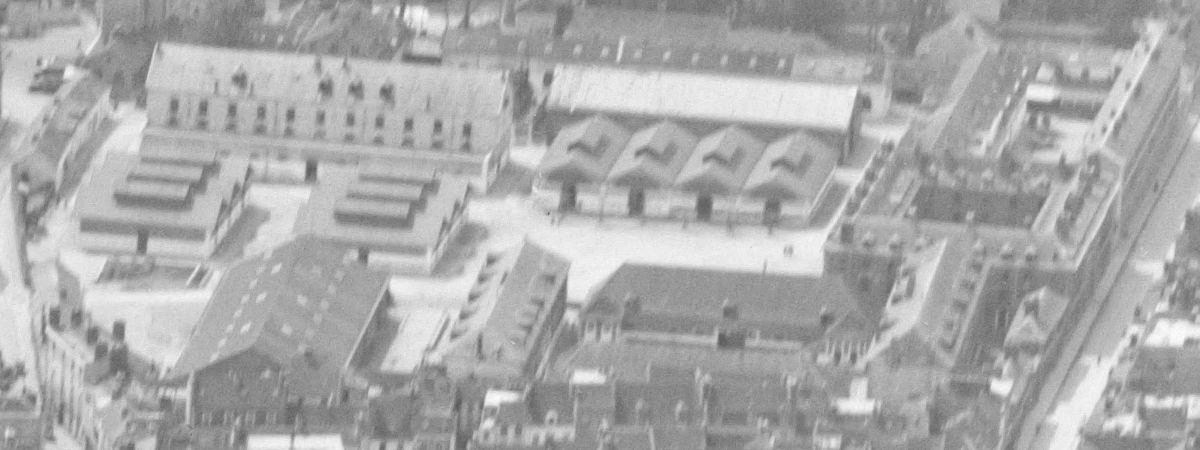
Vue depuis le nord, en avril 1935.
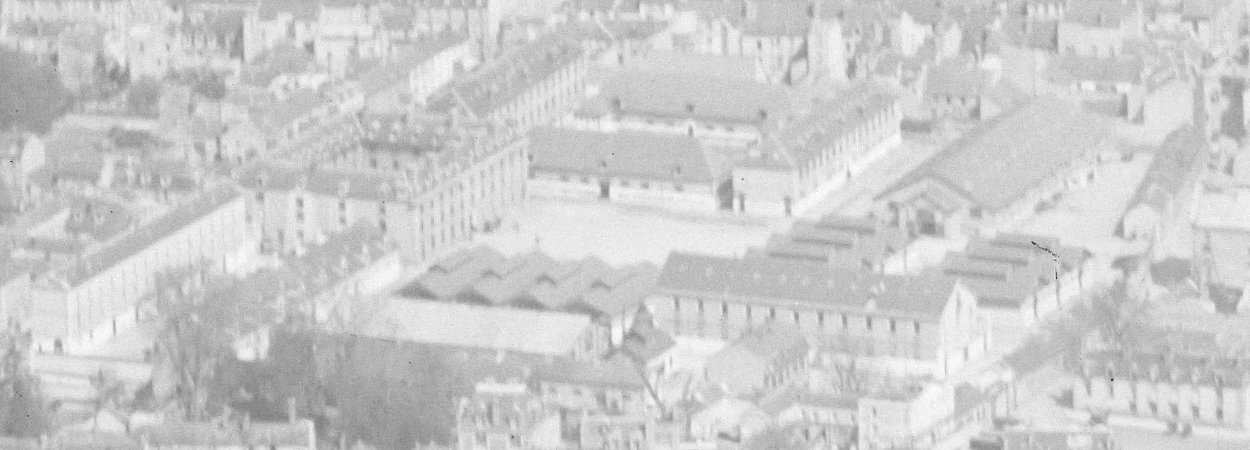
Vue depuis le sud, en avril 1935.

### Projet d'aménagement et erreur de démolition
À partir de la fin des années 1990, la Municipalité prévoit un projet d'aménagement du terrain, laissé en friches. Entre autres, il est question d'y construire un centre commercial, une salle polyvalente et des logements. De nombreuses polémiques éclatent, notamment pour l'aspect commercial du projet, au détriment « de privilégier l'aspect architectural et un contenu culturel » comme le dénoncent des membres du comité de défense de la ville. On demande alors une révision du projet, ce qui est refusé. Des protecteurs de l'urbanisme exigent également du ministère de la Culture une protection totale du mur de Ferrare. Le ministère confirme ce souhait le 28 septembre 2000 et à cette époque le directeur national du patrimoine assure que « le mur sera intégralement conservé, sur 18,60 mètres ».
Le 4 janvier 2001, une partie du mur qui constitue l'enceinte du parc de stationnement est rasé, avec l'autorisation du ministère de la Culture. Mais, sur ce chantier qui se prolonge également le jour suivant, une fausse manœuvre détruit accidentellement une grande partie du mur classé monument historique. La nouvelle se répand rapidement et choque de nombreux habitants. La Mairie rejette cette erreur sur l'entreprise chargée de la démolition d'une partie de l'enceinte. On sollicite l'architecte en chef des monuments historiques, Jacques Moulin, pour la restauration de ce mur mais il demande d'envisager un « projet plus abouti, qui comprendrait également l'aménagement d'un jardin, à l'emplacement de l'ancien hôtel de Ferrare, et sur la place de Gaulle, côté commerce », ce qui pousse la Mairie à étudier un projet de plus grande envergure, dès février.

### Rénovation
Dans les premiers mois de 2021, la Municipalité relance un projet de rénovation du mur, totalement dégradé. Il sera ainsi refait et mis en valeur avec de l’éclairage, avant une rénovation et une végétalisation de la place du Général-de-Gaulle.

## Structure

### Mur de Ferrare
Il ne reste principalement qu'un pan de mur sur la rue de Ferrare, fait notamment de briques et de grès. Il comprend le portail massif d'ordre toscan en arc de triomphe de style rustique flanqué de colonnes annelées (colonnes engagés, ornées de bandeaux rustiques qui rythment les fûts lisses). En grès, surmonté d'un fronton, qui constitue avec et ses parties l'entourant des restes de l'hôtel de Ferrare. La partie comprise entre ce dernier et l'hôtel de Londres constitue, quant à elle, les restes de l'ancienne caserne et comprend un autre portail, plus modeste, sur lequel est gravé le millésime 1859, qui permet, de nos jours, l'entrée au parc de stationnement. Des fondations de mur se prolongent toutefois le long de la rue et aboutissent à une autre petite partie de mur à l'intersection avec la rue de Richelieu.

### Bâtiments du quartier Boufflers
Les bâtiments du quartier militaire sont situés du côté de la rue Saint-Honoré. Le corps de bâtiments principal, s'élevant sur quatre niveaux, s'articule autour d'une cour rectangulaire. Il est accompagné, vers son nord-est, par deux autres bâtiments plus petits et s'élevant sur deux niveaux.

## Statut patrimonial et juridique
Différentes parties du même ensemble font l'objet de trois protections au titre des monuments historiques :
- la façade sur la place du Général-de-Gaulle et le bâtiment au rez-de-chaussée à gauche de la caserne Boufflers font l'objet d'une inscription par arrêté du 14 décembre 1928 ;
- le pavillon avec sa porte sur la rue Saint-Honoré fait l'objet d'une inscription par arrêté du 2 août 1929 ;
- la porte et le sol de l'ancien hôtel de Ferrare, ainsi que le mur de clôture sur la rue de Ferrare font l'objet d'un classement par arrêté du 22 septembre 1987.

Les restes de l'hôtel de Ferrare sont désignés en tant que propriété de la commune tandis que la caserne Boufflers en tant que propriété de l'État.